# Мамертинська в'язниця

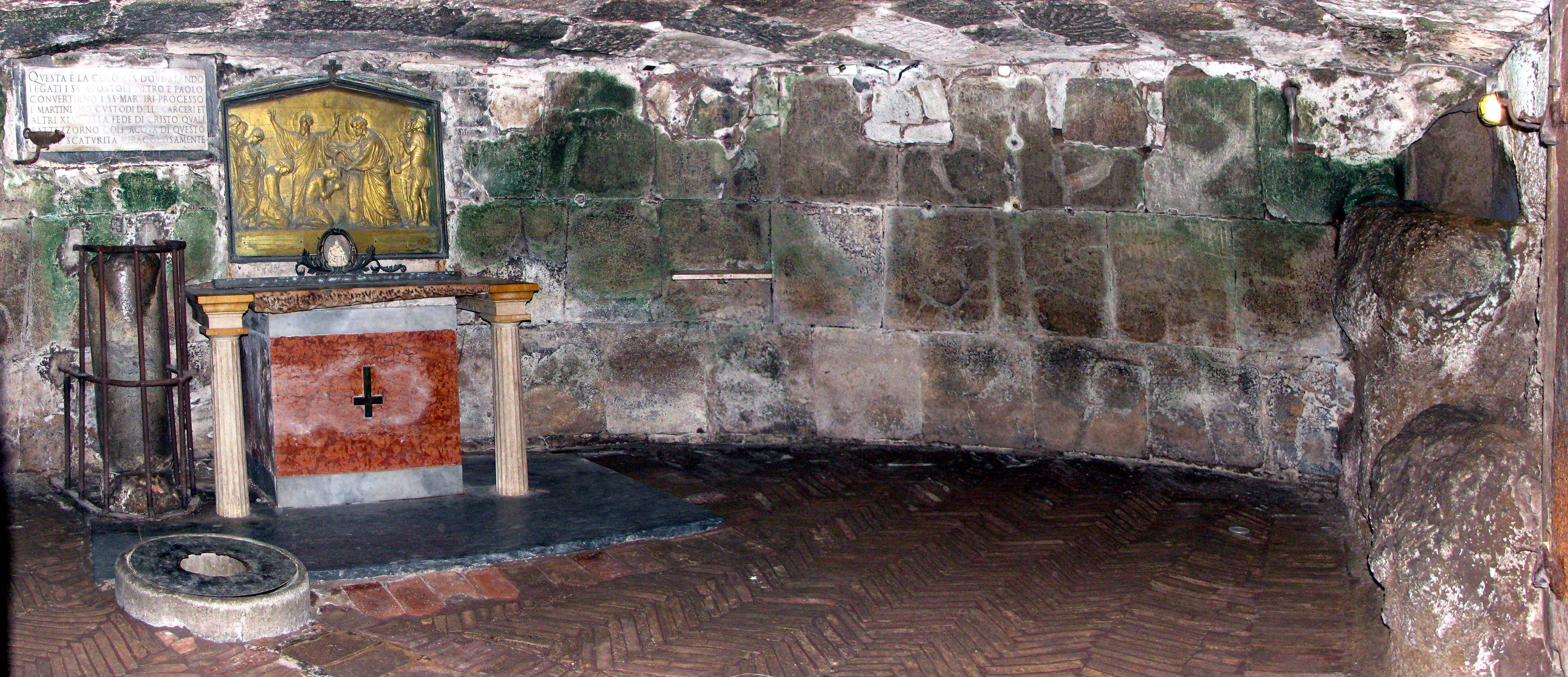
Вівтар з колоною у Мамертинські в'язниці

Мамертинська в'язниця (лат. Carcer Tullianus, лат. Tullianum) — в'язниця стародавнього Риму, що збереглася донині, в північній частині Капітолія та Римського Форуму, найдавніша (можливо, етруська) будівля міста. В'язниця з'єднувалася протокою з Клоака Максима. 

## Історія
З IV століття до н. е. Мамертинська в'язниця призначалася для державних злочинців, військовополонених правителів тощо. Верцингеторикс, Югурта, Луцій Елій Сеян тут очікували проведення вулицями міста під час тріумфу, а потім їх вбивали петлею чи голодом. За часів імперії тіла страчених викидалися на Гемонієву терасу.
За переказами, тут провели свої останні дні апостоли Петро і Павло, внаслідок чого папа Сільвестр I, за бажанням імператора Костянтина присвятив це місце обом апостолам. Тут побудована капела Сан П'єтро ін Карчере (італ. San Pietro in Carcere), на поверхні розташована церква Сан Джузеппе деї Фаленьямі.

## Галерея

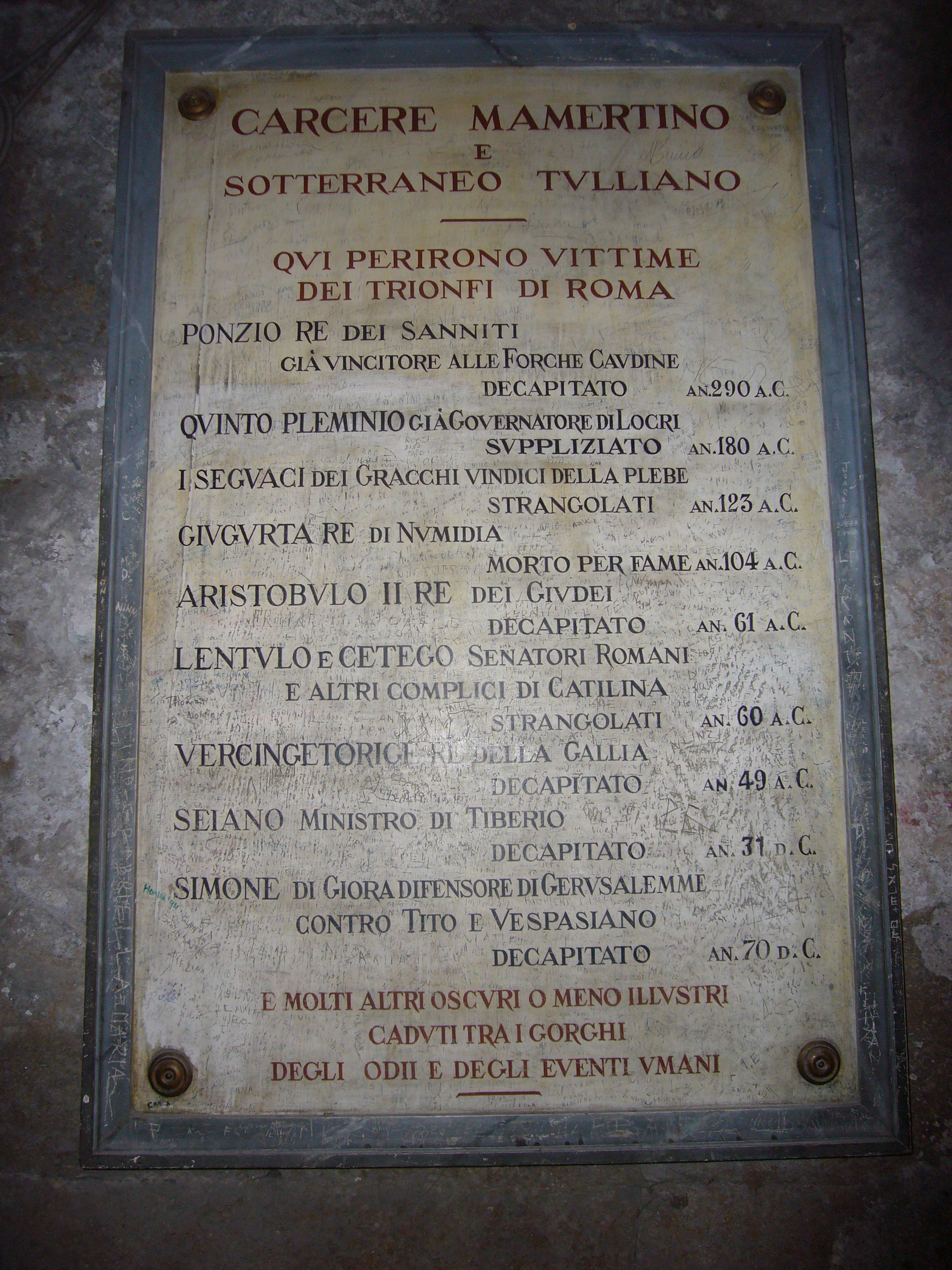
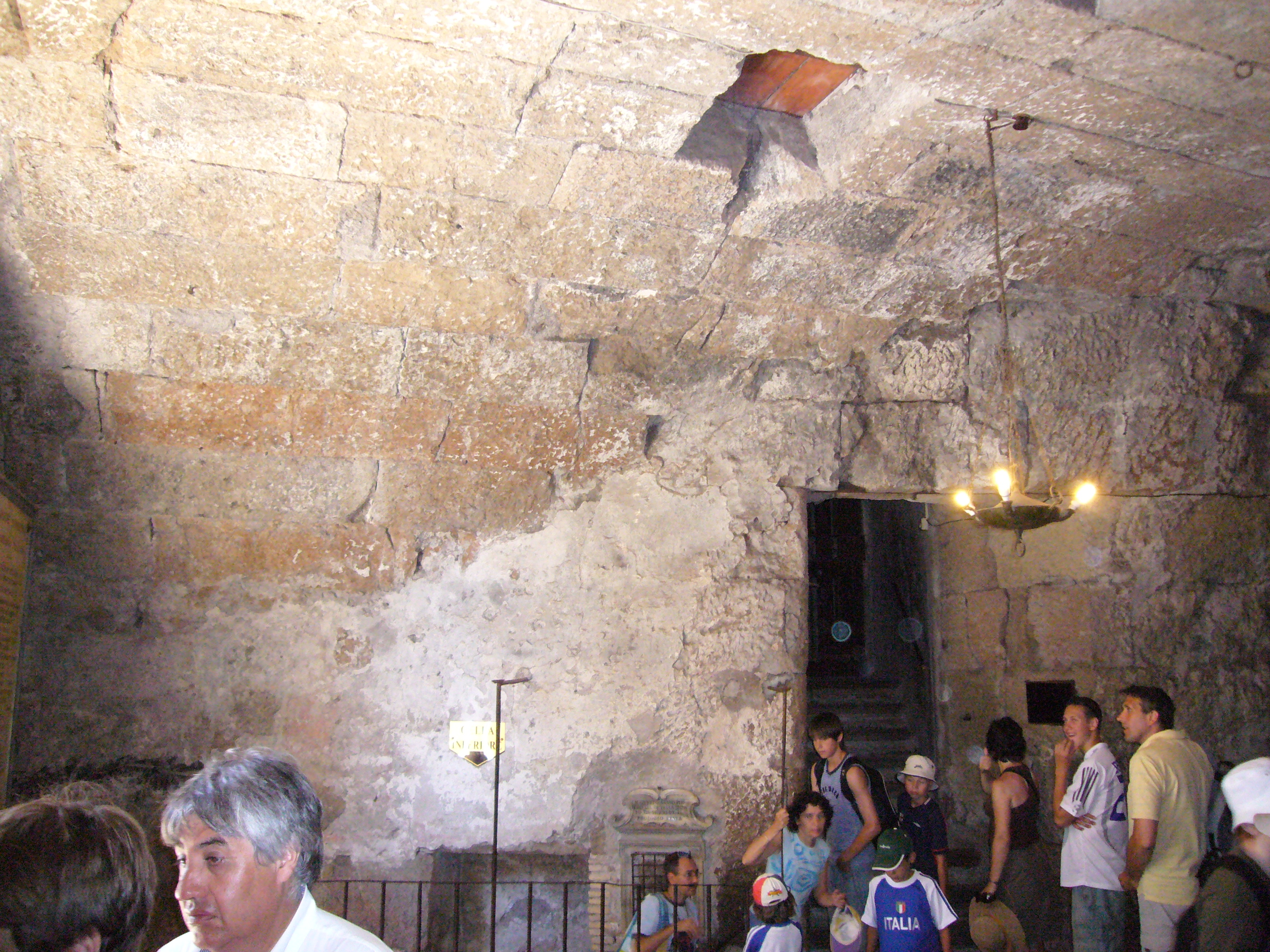
Верхня камера. Сходи до нижньої камери
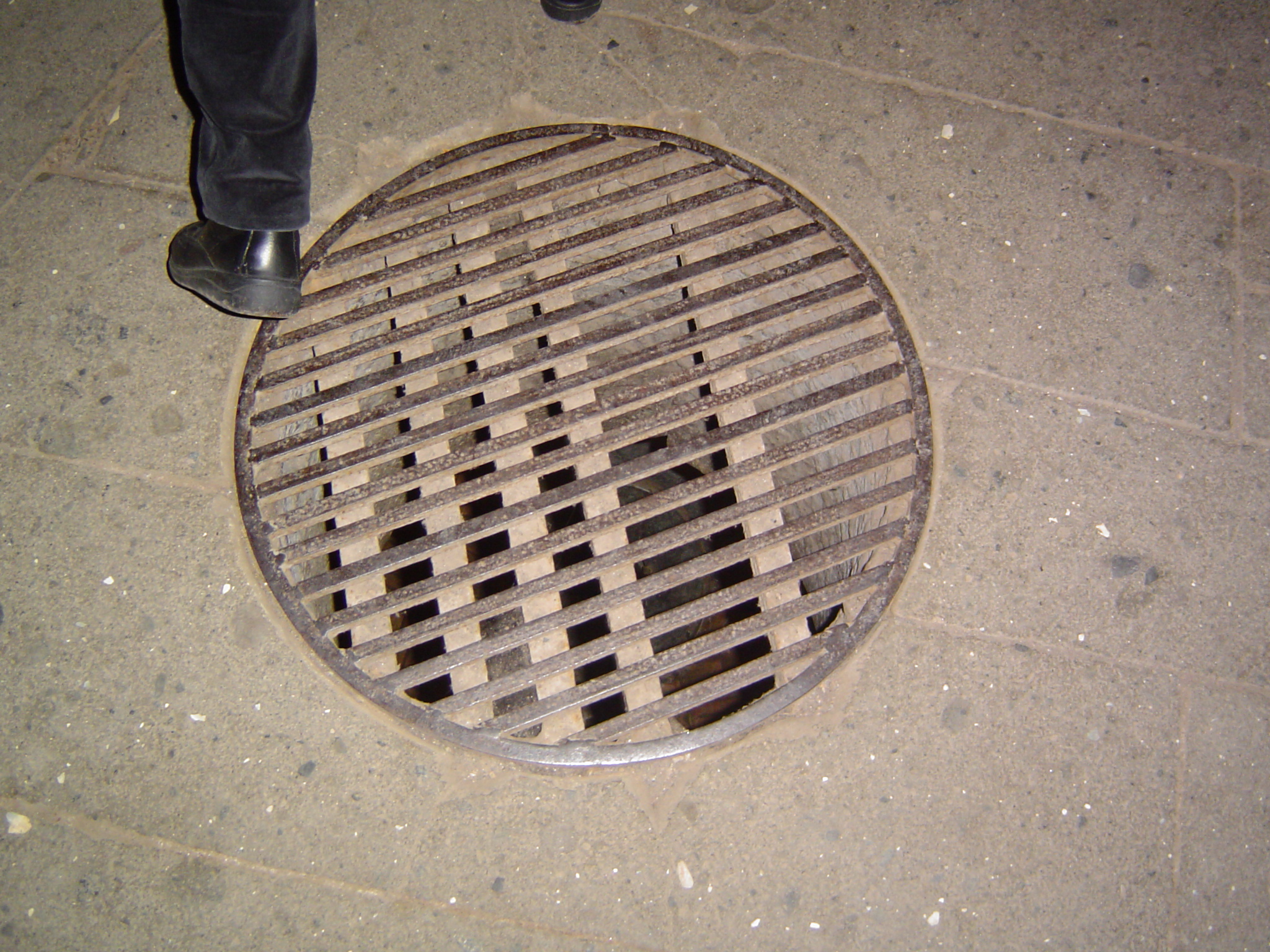
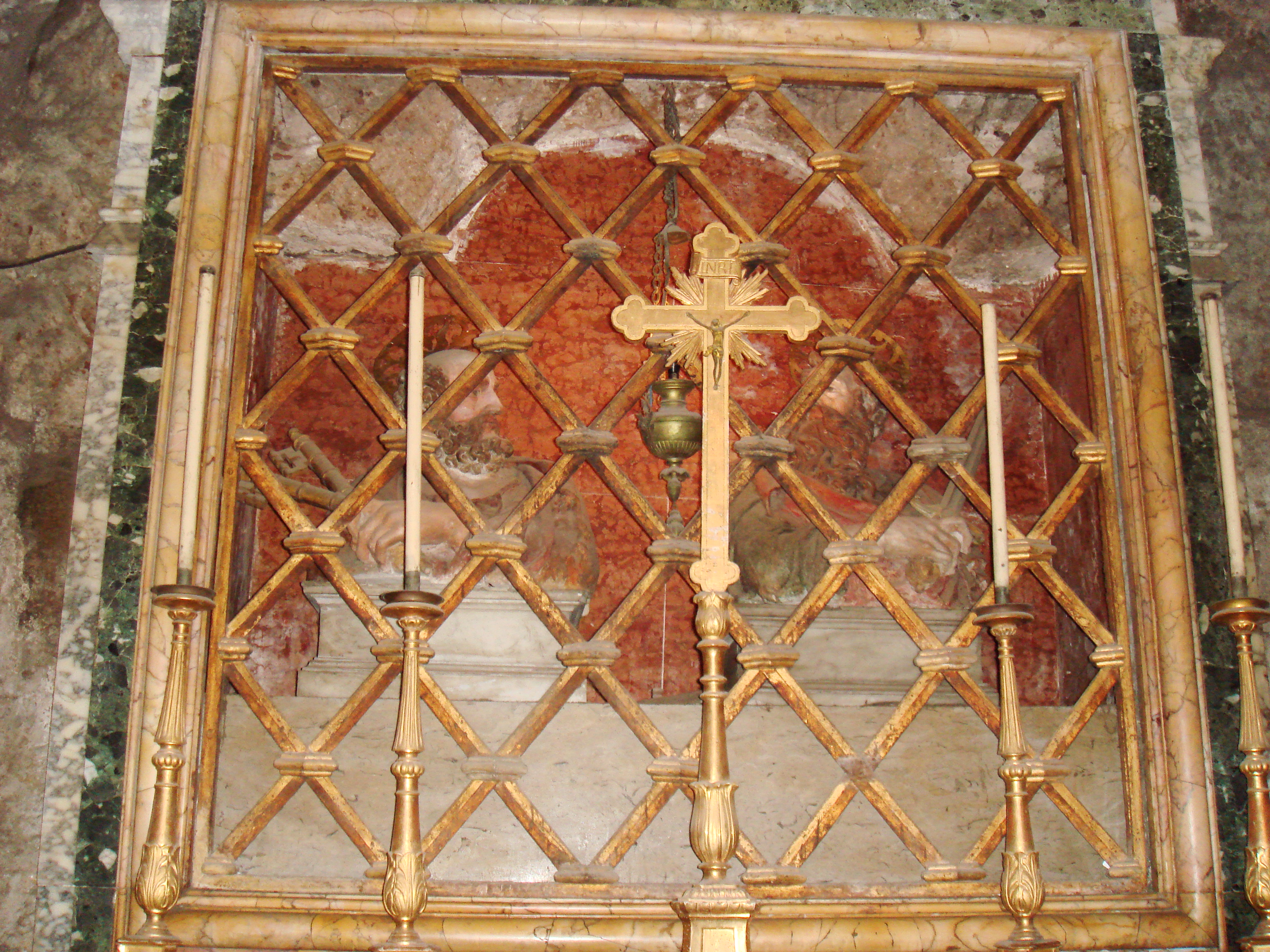
Вівтар святих Петра та Павла